# Marcel Ernzer
Marcel Ernzer (23 de março de 1926 — 1 de abril de 2003) foi um ciclista luxemburguês.
Representou o Luxemburgo em duas provas competindo no ciclismo de estrada durante os Jogos Olímpicos de 1948, realizados em Londres, Grã-Bretanha. Ele não conseguiu terminar em ambas as corridas.

## Palmarès
1949
Tour de France
DNF
1950
Tour de France
DNF